# 达姆洛斯
达姆洛斯是德国石勒苏益格－荷尔斯泰因州的一个市镇。总面积9.35平方公里，总人口687人，其中男性332人，女性355人（2011年12月31日），人口密度73人/平方公里。